# Harold Lloyd
Harold Clayton Lloyd (Burchard, 20 aprile 1893 – Beverly Hills, 8 marzo 1971) è stato un attore, regista e produttore cinematografico statunitense, tra i massimi interpreti all’epoca del cinema muto.
Raggiunse l'apice della sua carriera intorno alla metà degli anni venti, nei panni caratteristici dell'occhialuto giovanotto, ambizioso e arrivista, sempre teso alla conquista del successo, sia esso un affare o una donna, esuberante ed ottimista (in perfetta sintonia con lo spirito dell'America dei ruggenti anni venti), pieno di risorse e dalle funamboliche prestazioni nel superare gli ostacoli come nel togliersi dai guai. Seppe a lungo rivaleggiare con le altre stelle della silent era come Charlie Chaplin, Buster Keaton, Harry Langdon, contendendosi i favori del pubblico e il titolo di attore più pagato del momento (nel 1921 arrivò a guadagnare circa 2.000 $ alla settimana, cioè quasi 25.000 dollari attuali).
Oltre duecento i film da lui interpretati, tra muti e sonori, nell'arco di tempo che va dal 1913 al 1947. Considerato il re degli scavezzacollo per le ardite interpretazioni che lo vedevano spesso in equilibrio precario in cima a qualche cornicione, il fotogramma che lo ritrae appeso alla lancetta dell'orologio di un grattacielo, sospeso sopra la strada trafficata in Preferisco l'ascensore (1923) è una delle più note icone del cinema muto.

## Biografia

### L'esordio con Hal Roach

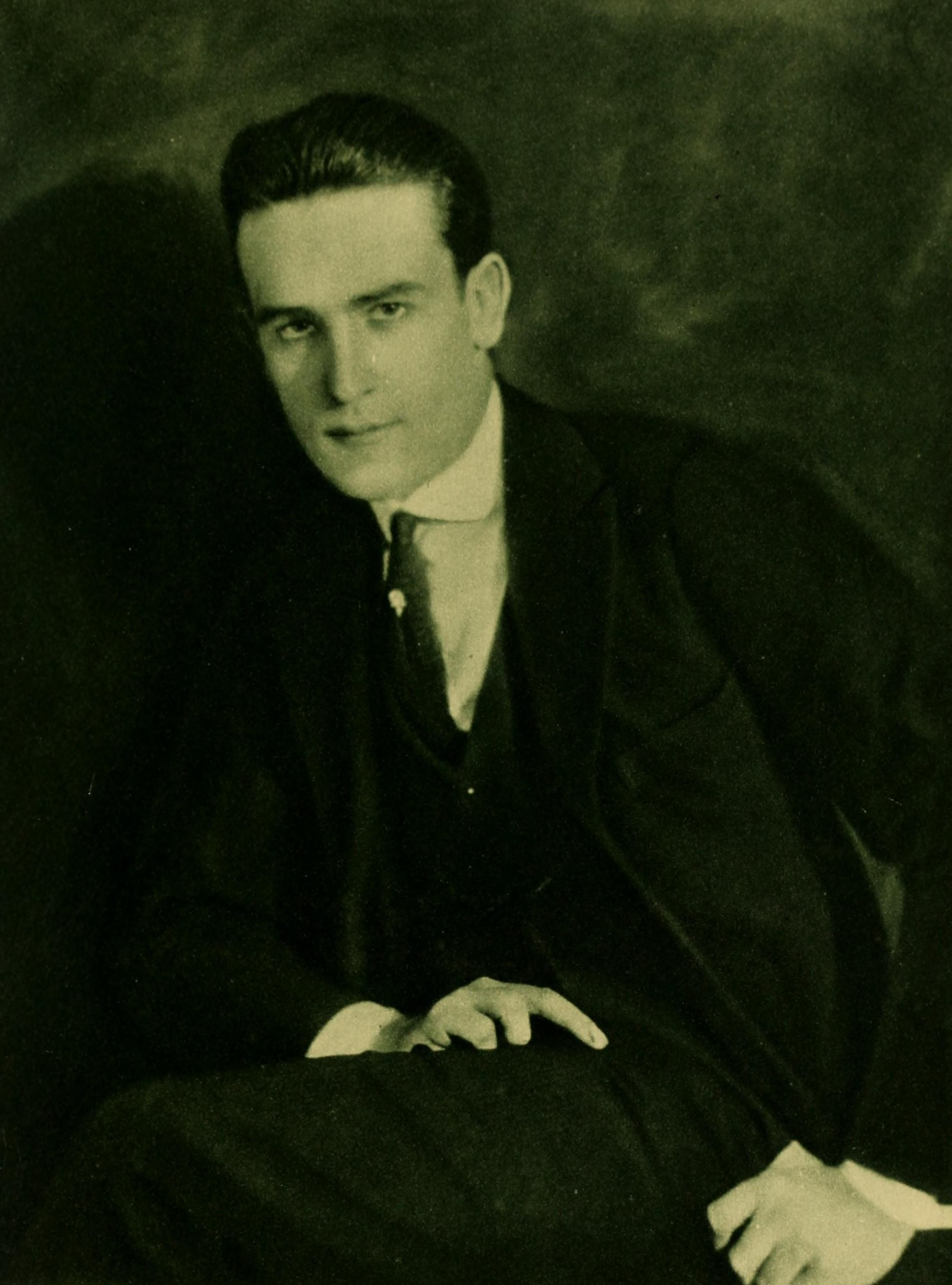
Ritratto (Alfred Cheney Johnston, 1921)

Figlio di J. Darcie ‘Foxy’ Lloyd, di origine gallese, ed Elisabeth Fraser, crebbe a San Diego insieme al fratello Gaylord. Il dodicenne Harold calcò per la prima volta il palcoscenico nella rappresentazione scolastica della School of Dramatic Arts da lui frequentata. Il 1913 fu l'anno del debutto cinematografico con la Edison Company, con una piccola parte marginale in The Old Monk's Tale; trasferitosi a Hollywood, strinse amicizia con Hal Roach, all'epoca giovane attore, e dal 1915 produttore in proprio, diventandone il primo attore. Seguirono alcuni cortometraggi anonimi finché i due non svilupparono il personaggio di Lonesome Luke, smaccata imitazione del vagabondo di Chaplin, col quale riscossero un buon successo dando seguito ad una serie di episodi, il primo dei quali fu Just Nuts (1915). Oggi, del centinaio e più pellicole girate nel personaggio di Lonesome Luke non ne rimangono che una ventina.

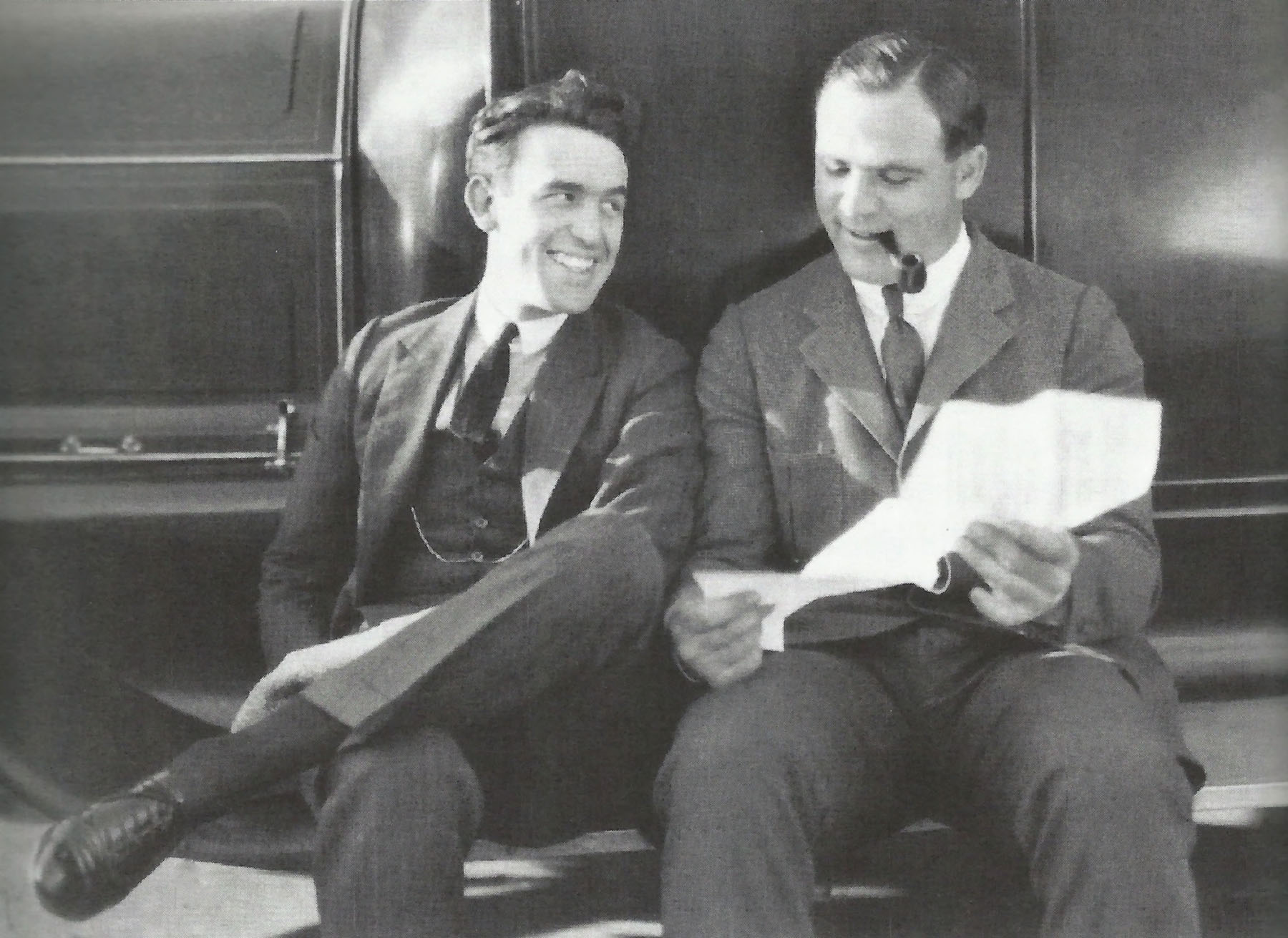
Harold Lloyd (a sinistra) con Hal Roach

Nel 1916 Lloyd incontrò una delle sue migliori partner, Bebe Daniels, con la quale intrattenne anche una relazione sentimentale. Le locandine pubblicitarie li indicavano come The Boy e The Girl, e la loro collaborazione durerà sino al 1920. Dopo due anni, Lloyd abbandonò il pur gradito Lonesome Luke per sviluppare una nuova figura e nel 1917 dette vita al personaggio del giovanotto occhialuto dalla faccia pulita da ragazzo della porta accanto, senza eccessivi travestimenti, e dal caratteristico paio di occhiali dalla rotonda montatura. Il suo personaggio, dal carattere esuberante ed ottimista nel più puro spirito americano, si fece interprete di avventure tese alla ricerca spasmodica del successo fino a mettere a repentaglio la propria incolumità fisica.
Nell'aprile 1919 il suo contratto settimanale salì a 1.800 $, e Lloyd iniziò ad essere notato dal grande pubblico. Il 14 agosto 1919, mentre girava uno spot pubblicitario, un'esplosione accidentale gli causò la perdita del pollice e dell'indice della mano destra (la menomazione sarà coperta nel prosieguo della carriera con l'uso di uno speciale guanto protesico. Dal 1921 allungò i tempi dei film da due a tre rulli, come in Lupo di mare, ma il film della svolta fu il successivo Il talismano della nonna (1922): per quanto realizzato in tempi rapidi dopo una proiezione di assaggio piuttosto deludente, Roach aggiunse nuove gag che introdusse nella versione riveduta, questa volta felicemente accolta. Ai primi lungometraggi, che furono diretti dal regista Fred C. Newmeyer, seguirono altri successi come Perché preoccuparsi? (1922), Tutte e nessuna (1924), e Il re degli scapoli (1924). Del 1923 è il film probabilmente più conosciuto di Lloyd, Preferisco l'ascensore, che contiene la celeberrima scena in cui rimane appeso alle lancette dell'orologio.

### Produttore di se stesso

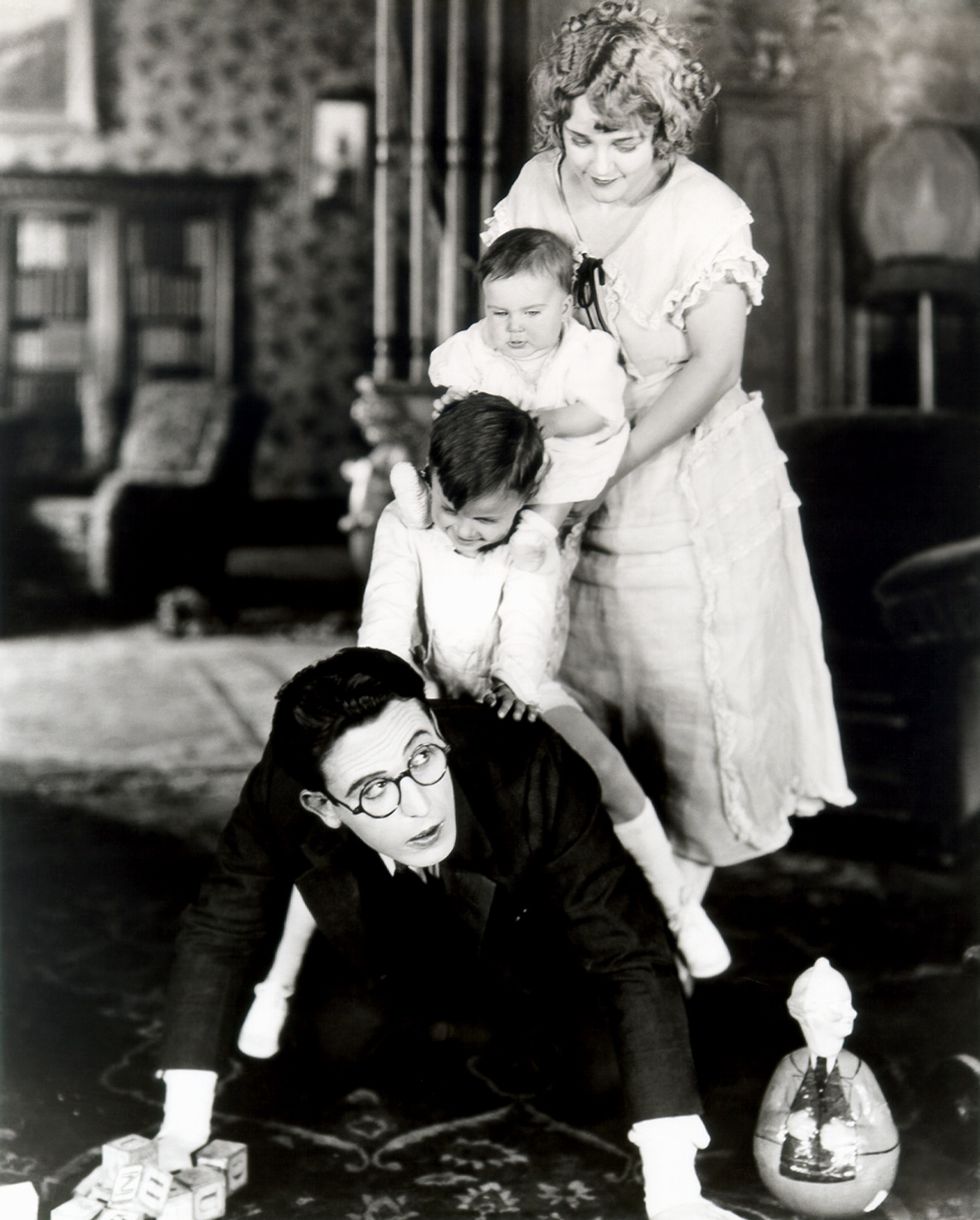
Lo faccio io! (1921)

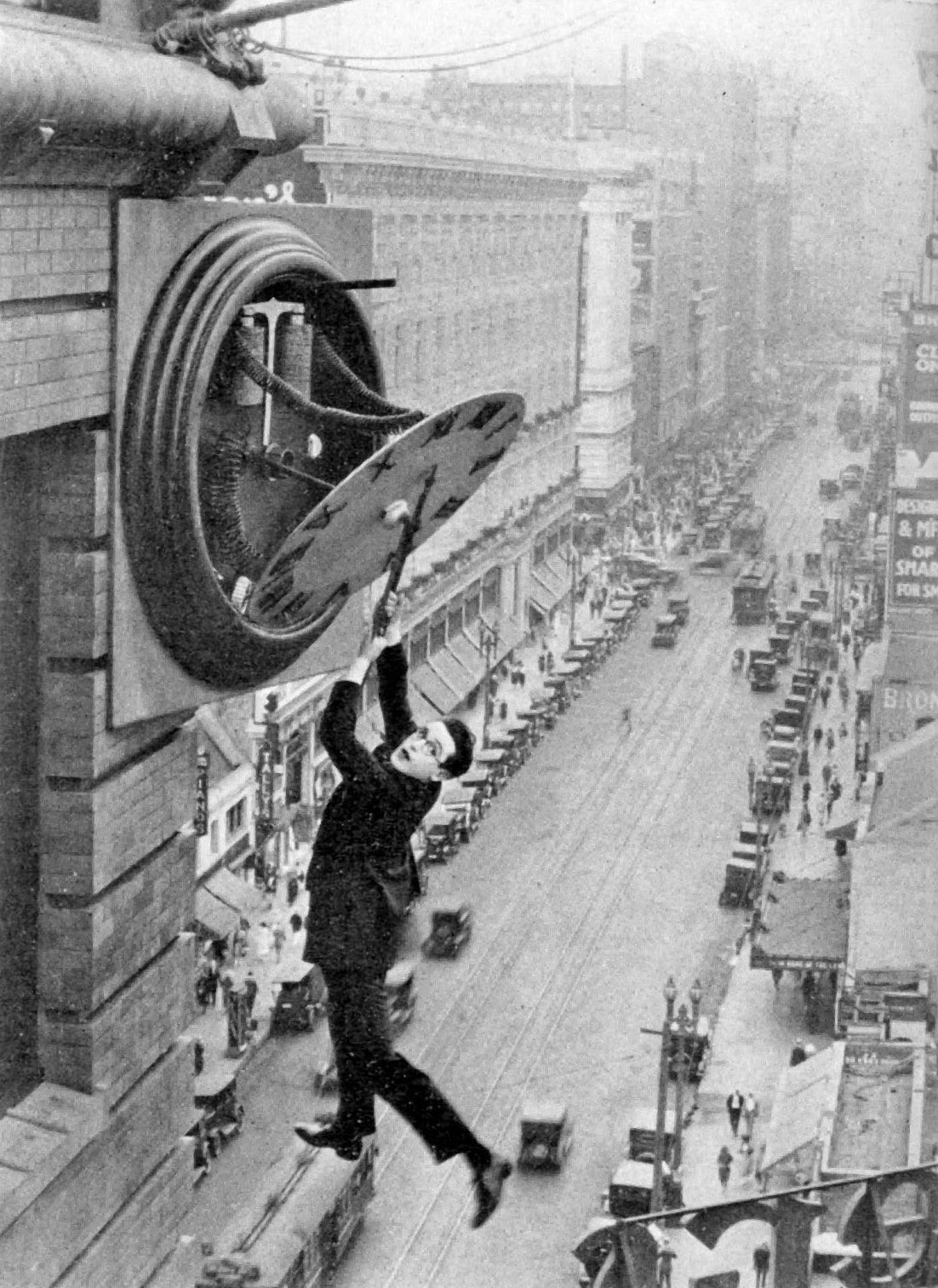
Preferisco l'ascensore (1923)

Nel 1923 Lloyd sposò Mildred Davis alla quale rimarrà fedele per tutta la vita, fino alla morte di lei (1969) e dalla quale ebbe due figli, Harold jr. (1931-1971) e Gloria (1923). La coppia, che nel 1929 adottò una terza figlia, Marjorie Elisabeth (1924-1986), recitò insieme in alcuni film come Lo faccio io! (1921). Sul finire di quello stesso anno Lloyd decise di porre fine alla collaborazione con Hal Roach per produrre da sé i propri film. Fondò la Harold Lloyd Film Corporation, distribuendo i suoi film prima con la Pathé e successivamente con la Paramount Pictures, tra cui Viva lo sport (1925), che fu il più popolare del periodo e lo consacrò al vertice del gradimento del pubblico e della critica. Nella sua società di produzione, Lloyd trovò un impiego anche per il padre, incaricandolo di rispondere alla numerosissime lettere dei fans.
Altri successi di quel periodo furono: Il re degli straccioni (1926), Il fratello minore (1927) e A rotta di collo (1928). Nel 1928 diede alle stampe la sua autobiografia: An American Comedy. L'avvento del sonoro lo colse nel 1929 durante la lavorazione di Evviva il pericolo!, pensato come film muto ma poi distribuito in versione sonora. Il passaggio alla nuova tecnologia non fu indolore, anzi segnò la carriera di Lloyd.

### Il tramonto e il ritiro dalle scene
Nel 1930 girò Piano coi piedi, una commedia sullo stile di Preferisco l'ascensore, ma forse per la depressione il film non fu un successo. Del 1932 il suo sonoro più riuscito, Follie del cinema, che il pubblico non gradì particolarmente, così come i successivi Zampa di gatto (1934), e La via lattea (1936), diretto da Leo McCarey. L'affermazione di una nuova generazione di comici e l'evoluzione del gusto lo consigliarono al ritiro, per quanto non ufficialmente, dopo Il prode faraone (1938).
Lloyd si dedicò ai suoi numerosi interessi ed attività, coltivati per lo più nella faraonica residenza di GreenAcres a Beverly Hills (44 camere, 26 bagni, 11 fontane, 12 giardini e un campo da golf di nove buche)  della quale Lloyd espresse il desiderio che essa rimanesse legata a lui anche dopo la sua scomparsa, ma gli enormi costi di gestione hanno fino ad oggi tenuto lontani gli investimenti da parte di qualsiasi fondazione, per quanto "GreenAcres" sia inclusa nel Registro Americano delle dimore storiche.
Lloyd ospitò nella sua residenza i primi esperimenti della Technicolor sul colore, approfondì ed approntò la tecnica della fotografia 3D diventandone un apprezzato esponente, privilegiando il nudo femminile delle cui modelle Hollywood abbondava.
Il suo soggetto privilegiato fu Marilyn Monroe. In anni recenti, la nipote Suzanne Lloyd Hayes ha pubblicato un libro che raccoglie le foto 3D scattate da Lloyd. Fu uno dei 36 membri fondatori dell'Academy of Motion Picture Arts and Sciences (AMPAS) nata nel 1927 per promuovere il mondo del cinema e che nel 1929 creò il Premio Oscar.
L'attore fu sensibile alle sofferenze altrui: si prodigò in opere caritatevoli e finanziò la ricerca e la cura delle malattie infantili. Contribuì alla formazione di giovani attori di talento come Jack Lemmon, Debbie Reynolds, Robert Wagner. Nel 1947, il regista Preston Sturges, come tributo alla sua carriera, lo convinse al ritorno nel film The Sin of Harold Diddlebock, ma non risvegliò grande interesse. Tre anni più tardi Howard Hughes redistribuì il film in versione riadattata col titolo Meglio un mercoledì da leone (1950), ma la stella di Harold Lloyd era ormai tramontata. Il pubblico l'aveva dimenticato anche per l'infelice scelta dell'attore, unico detentore dei diritti della sua produzione, di non riproporre le sue opere con la frequenza con cui, invece, uscivano opere di altri comici.

### L'Oscar e gli ultimi anni
Nel 1953 Lloyd fu premiato con l'Oscar alla carriera, per essere stato un maestro della commedia e un buon cittadino. Ottenne un ritorno di popolarità tra il 1961 e il 1966, grazie a tre antologie contenenti il meglio dei suoi film degli anni '20, che furono ben accolte dal pubblico e che ebbero il pregio di ridestare l'interesse degli storici della cinematografia sulla sua carriera e sulla sua figura.
Gli ultimi anni della sua vita non furono felici: nel 1965 il figlio Harold Jr., all'epoca trentaquattrenne alcolizzato, fu colpito da un ictus che per sei anni e fino alla morte (1971) lo ridusse in stato vegetativo, mentre nel 1969 la moglie Mildred morì dopo penosi anni di alcolismo. L'attore morì a 77 anni nel 1971, per un cancro alla prostata. Riposa nel Forest Lawn Memorial Park Cemetery di Glendale.
Nel 1990, Kevin Brownlow e David Gill, storici del cinema, produssero per la televisione britannica un esaustivo documentario di due ore su Harold Lloyd e la sua produzione, Harold Lloyd: Il terzo genio, onorandolo dello stesso trattamento toccato in precedenza ai suoi colleghi Charlie Chaplin e Buster Keaton, un documentario con molte interviste e tanti contributi speciali.

## Filmografia
Dei 206 film che Harold Lloyd girò, ne sono rimasti 104: molti dei primi film andarono distrutti in un incendio nel 1943. Durante il primo decennio degli anni 2000 furono ritrovate alcune pellicole datate tra il 1914 e il 1917, a lungo ritenute scomparse.

## Doppiatori italiani
- Ernesto Bianchi in Zampa di gatto
- Claudio Capone in Meglio un mercoledì da leone

## Riconoscimenti

### Oscar
- 1953 – Oscar alla carriera

### Golden Globe
- 1951 – Candidatura al miglior attore in un film commedia o musicale per Meglio un mercoledì da leone